# NGC 619
NGC 619 este o galaxie spirală barată situată în constelația Sculptorul. A fost descoperită în 30 noiembrie 1837 de către John Herschel.